# Diāna Dadzīte
Diāna Dadzīte (née le 4 février 1986 à Riga), est une athlète handisport lettone, spécialisée en lancer du javelot.

## Biographie
Élevée par sa mère, cette dernière meure alors de Dadzīte n'a que sept ans. En 2012, elle a un accident de voiture qui lui abîme la colonne vertébrale et l'oblige à vivre en fauteuil roulant. En 2013, elle assiste aux Championnats du monde handisport à Lyon où elle assiste aux succès de son ami Aigars Apinis, qui lui donne envie de se tourner vers l'athlétisme handisport. Elle fait ses débuts l'année suivante lors des Championnats d'Europe handisport à Swansea où elle termine 4e.
Porte-drapeau de la délégation lettone aux Jeux paralympiques d'été de 2016, elle obtient la médaille d'or du lancer de javelot F56 avec un jet à 23,26 m, battant le record du monde. Elle gagne également la médaille de bronze au lancer de disque F54/55.
Lors des Championnats du monde d'athlétisme handisport en 2017 à Londres, elle remporte trois médailles d'or en lancer : en javelot, en marteau et en disque, le premier dans la catégorie F56 et les deux derniers en F55. Elle bat aussi le record du monde du lancer de javelot F55. L'année suivante, aux Championnats d'Europe handisport, elle réussit le même triplé avec l'or au javelot F55, au marteau F55 et au disque F56,.
Aux Mondiaux 2019, Diāna Dadzīte remporte la médaille d'or du lancer du javelot F56 avec un jet à 25,54 m, devançant l'Iranienne Hashemiyeh Motaghian Moavi (22,67 m) et la Brésilienne Raissa Rocha Moachado (22,28 m).
En 2017, elle reçoit l'Ordre des Trois Étoiles du président letton. Sa sœur aînée Daiga Dadzīte est la présidente du Comité paralympique letton.